# Currents
Currents é o terceiro álbum de estúdio do projeto de música psicodélica australiano Tame Impala, lançado no dia 17 de julho de 2015 pela Modular Recordings e pela Universal Music Australia na Austrália, Fiction Records na Europa e pela Interscope Records nos Estado Unidos. Assim como nos álbuns anteriores do projeto, Currents foi escrito, gravado, executado e produzido por Kevin Parker, mas, pela primeira vez, Parker também foi responsável pela mixagem das músicas e gravou todos os instrumentos por conta própria sem nenhum outro colaborador.
Após o lançamento do álbum anterior do grupo, Lonerism (2012), Parker começou a trabalhar em Currents, gravando grande parte em seu estúdio em Fremantle. Ele procurou trabalhar melhor os detalhes de cada música em comparação com os álbuns anteriores, resultando em dois meses de atraso. Em contraste com o rock psicodélico do projeto anterior, Currents marca uma mudança para um estilo mais orientado à dança, com maior ênfase nos sintetizadores e não mais nas guitarras. A principal motivação de Parker era seu desejo de ouvir as músicas do Tame Impala sendo tocadas em clubes de dança e ambientes mais comuns. O tema do álbum se liga ao processo de transformação pessoal, interpretado por muitos críticos como resultado de uma separação amorosa. A capa do álbum, retratando o escoamento de um vórtice, é uma representação desses temas.
Currents foi precedido pelo lançamento dos singles "Let It Happen", "Cause I'm a Man", "Disciples" e "Eventually", tendo "The Less I Know The Better" como um single posterior ao álbum. Tornou-se o álbum do projeto mais bem sucedido nas tabelas de vendas, alcançando em sua estreia o primeiro lugar na Austrália, terceiro lugar no Reino Unido e quarto lugar nos Estados Unidos. Currents vendeu mais de 120 mil cópias na América do Norte a partir de dezembro de 2015. Como seus predecessores, o álbum recebeu aclamação da crítica e apareceu em várias listas de melhores álbuns de 2015. No 2015 ARIA Music Awards, Currents foi premiado como Melhor Álbum de Rock e Álbum do Ano, enquanto no Grammy Awards de 2016 foi nomeado para Melhor Álbum de Música Alternativa.

## Contexto

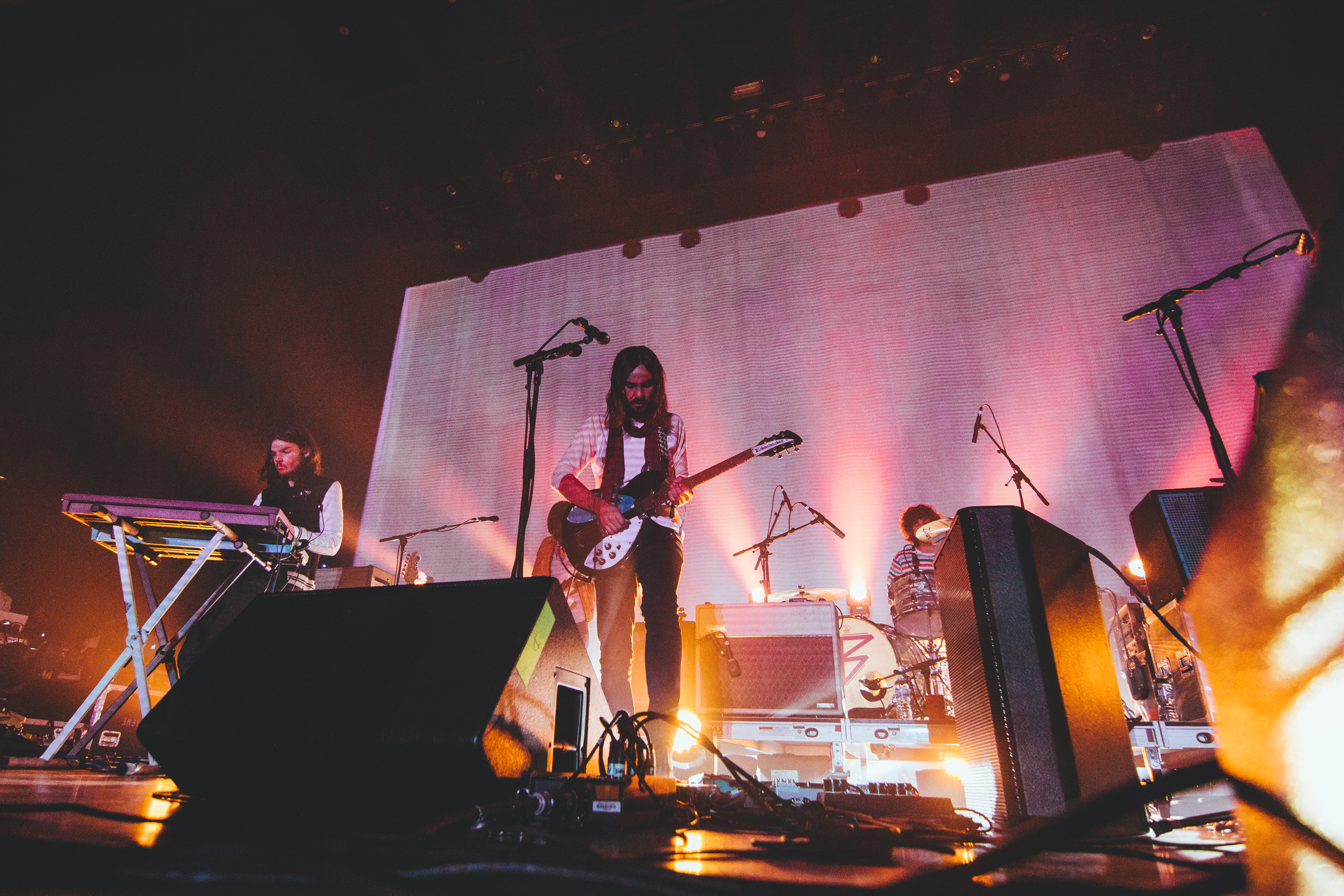
Tame Impala se apresentando em 2014.

O Tame Impala surgiu no início dos anos 2010 como um dos mais importantes projetos de rock psicodélico. O grupo, liderado pelo músico Kevin Parker, lançou dois álbuns que receberam adoração da crítica especializada: InnerSpeaker (2010) e Lonerism (2012). "Elephant" se tornou um hit nas rádios de rock alternativo e foi incluída em diversas séries de televisão e comerciais. Parker fundou o projeto e normalmente é o único membro operacional durante as gravações em estúdio. Entre os lançamentos do Tame Impala, Parker fundou a banda de space disco AAA Aardvark Getdown Services.
Ele começou a escrever novas músicas logo após o término de Lonerism, mas não soube especificar quando o álbum começou a tomar forma: "Nunca há realmente um começo e nem realmente um fim". A ideia de compilar as músicas em um álbum veio quando já havia entre dez e vinte músicas prontas. Em Maio de 2014, Parker falou de sua crescente inclinação em gravar o álbum numa entrevista pra rádio Triple J, explicando que: "Estou sendo cada vez mais sugado ao mundo de fazer um álbum. É estranho como isso acontece naturalmente, quase como uma coisa sazonal. Eu comecei a pensar na lista de músicas e em tudo que acompanha um álbum".
A mudança no estilo do álbum está enraizada em vários acontecimentos. Parker começou a sentir que mesmo músicas fora do gênero psicodélico poderiam possuir suas qualidades; ele fez essa suposição enquanto estava sob a influência de cogumelos e escutava "Stayin' Alive". Em certo ponto, Parker terminou com sua namorada, a cantora e compositora francesa Melody Prochet, e mudou-se de Paris para Perth, sua cidade natal. De acordo com Parker, "a única regra foi tentar abandonar as regras que criei no passado". Isso incluiu "brincar" com coisas que ele considerava musicalmente "brega" ou tabu, incluindo caixa de ritmos e vários efeitos.

## Gravação e Produção

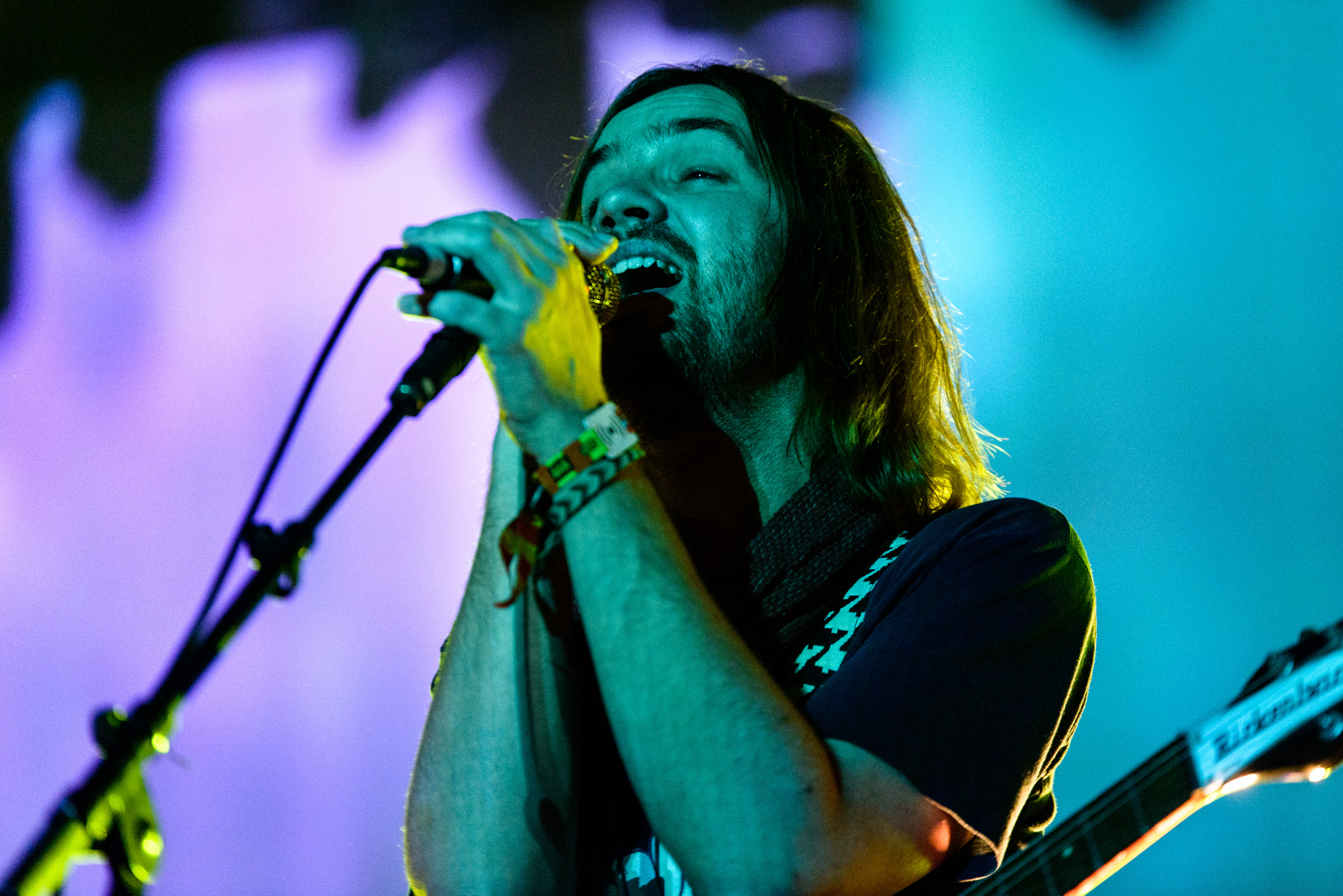
Kevin Parker (fotografado em 2015) gravou, executou e mixou Currents.

Currents foi gravado, produzido e mixado por Kevin Parker em seu estúdio caseiro de frente pra praia, em Fremantle, Austrália Ocidental. O estúdio de duas salas continha uma quantidade mínima de equipamento: "Uma bateria, uma guitarra coberta de fitas adesivas e alguns velhos sintetizadores."
Gravar o álbum logo se tornou uma obsessão para Parker, enquanto trabalhava "todo o dia, todos os dias", cada vez mais isolado.
A decisão de exercer controle em todos os aspectos da produção e da masterização veio de sua obsessão. Ele disse: "Eu sentia que desta forma, o álbum é ainda mais meu coração, alma, sangue, suor e lágrimas". Parker definiu uma data limite para terminar o álbum, devido sua tendência à procrastinar; ele definiu que ter uma data limite é como "uma benção disfarçada, pois te força à fazer decisões naquele momento. O que no fim resulta numa boa arte".

## Faixas
Todas as faixas escritas por Kevin Parker.
| N.º            | Título                          | Duração |  |
| 1.             | "Let it Happen"                 | 7:46    |  |
| 2.             | "Nangs"                         | 1:47    |  |
| 3.             | "The Moment"                    | 4:15    |  |
| 4.             | "Yes I'm Changing"              | 4:30    |  |
| 5.             | "Eventually"                    | 5:19    |  |
| 6.             | "Gossip"                        | 0:55    |  |
| 7.             | "The Less I Know the Better"    | 3:38    |  |
| 8.             | "Past Life"                     | 3:47    |  |
| 9.             | "Disciples"                     | 1:48    |  |
| 10.            | "'Cause I'm A Man"              | 4:01    |  |
| 11.            | "Reality In Motion"             | 4:12    |  |
| 12.            | "Love/Paranoia"                 | 3:06    |  |
| 13.            | "New Person, Same Old Mistakes" | 6:02    |  |
| Duração total: | Duração total:                  | 51:06   |  |

| Collector's Edition: B-Sides & Remixes |                                            |         |  |
| N.º                                    | Título                                     | Duração |  |
| 1.                                     | "List of People (To Try and Forget About)" | 4:40    |  |
| 2.                                     | "Powerlines"                               | 4:19    |  |
| 3.                                     | "Taxi's Here"                              | 4:48    |  |
| 4.                                     | "Reality in Motion" (Remix de Gum)         | 5:04    |  |
| 5.                                     | "Let It Happen" (Remix de Soulwax)         | 9:18    |  |
| Duração total:                         | Duração total:                             | 28:06   |  |

## Ficha técnica
Tame Impala
- Kevin Parker – todos os vocais e instrumentos; produção, gravação, mixagem; conceito da capa

Produção
- Rob Grant – gravações adicionais, auxiliar de mixagem
- Greg Calibi – masterização

Produção Artística
- Robert Beatty – design da capa
- Matthew C. Saville – fotografia
- Glen Goetze – A&R

## Desempenho nas tabelas musicais

### Tabelas Mensais
| Tabela (2015)                 | Posição |
| ----------------------------- | ------- |
| Austrália (ARIA)              | 1       |
| Áustria (Ö3 Austria)          | 30      |
| Bélgica (Ultratop Flanders)   | 9       |
| Bélgica (Ultratop Wallonia)   | 14      |
| Dinamarca (Hitlisten)         | 28      |
| Países Baixos (MegaCharts)    | 1       |
| França (SNEP)                 | 16      |
| Alemanha (Offizielle Top 100) | 25      |
| Irlanda (IRMA)                | 7       |
| Itália (FIMI)                 | 31      |
| Nova Zelândia (RMNZ)          | 7       |
| Noruega (VG-lista)            | 11      |
| Portugal (AFP)                | 4       |
| Espanha (PROMUSICAE)          | 8       |
| Suíça (Schweizer Hitparade)   | 11      |
| Reino Unido (OCC)             | 3       |
| Reino Unido (Billboard 200)   | 4       |
| Estados Unidos (Billboard)    | 2       |

### Tabelas de Fim de Ano
| Tabela (2015)               | Posição |
| --------------------------- | ------- |
| Austrália (ARIA)            | 28      |
| Bélgica (Ultratop Flanders) | 54      |
| Países Baixos (MegaCharts)  | 68      |
| Estados Unidos (Billboard)  | 47      |